# Trichostomum perangustum
Trichostomum perangustum är en bladmossart som beskrevs av Bescherelle 1875. Trichostomum perangustum ingår i släktet lansettmossor, och familjen Pottiaceae. Inga underarter finns listade i Catalogue of Life.